# Smilax pringlei
Smilax pringlei là một loài thực vật có hoa trong họ Smilacaceae. Loài này được Greenm. miêu tả khoa học đầu tiên năm 1899.